# Welcome (canción)
«Welcome» es una canción del proyecto de hip hop estadounidense Fort Minor, liderado por Mike Shinoda, vocalista de la banda de rock Linkin Park. Shinoda publicó la canción a través del sitio oficial de Fort Minor el 21 de junio de 2015. Además, ha declarado que el tema no será parte de un álbum futuro y solo es un sencillo para escuchar «ahora mismo». La canción es la primera publicación por parte de Fort Minor desde 2006. También ha sido una de las canciones oficiales del evento de pago por visión (PPV) de la WWE, SummerSlam.

## Antecedentes y composición
Escrita y producida por Mike Shinoda, «Welcome» es una canción de rap alternativo, que incluye un hook basado en un órgano y pulsos de hip hop. La letra de la canción se relaciona con los seguidores del grupo, al decir que fueron dejados atrás y decepcionados. Además, Shinoda explica en la canción que no le interesa si a la gente le agrada o no su nueva música.
La canción se hizo disponible como descarga gratuita a través del sitio oficial de Fort Minor y también se publicó en formato de disco de vinilo. Más tarde fue puesta a la venta en iTunes y Google Play.

## Posición en listas
| Listas (2015)                | Mejor posición |
| ---------------------------- | -------------- |
| Billboard Hot Rock Songs     | 16             |
| Billboard Rock Digital Songs | 6              |